# شركة بنغلاديش للصلب والهندسة
شركة بنغلاديش للصلب والهندسة (بالبنغالية: বাংলাদেশ ইস্পাত ও প্রকৌশল কর্পোরেশন)‏ أو (BSEC) ،  هي شركة مملوكة للحكومة في بنغلاديش .  

## أنظر أيضا
- مصنع بنجلاديش بليد المحدود